# Томас Съгрю
Томас Йозеф Съгрю (на английски: Thomas Sugrue) е американски писател, автор на произведения в жанра биография.

## Биография и творчество
Роден на 7 май 1907 г. в Наугатук, щ. Кънектикът, САЩ, в ирландското католическо семейство на Майкъл (пощенски служител) и Мери Съгрю.
След гимназията Съгрю работи за кратко като касиер на банката в родния си град. Завършва с бакалавърска и магистърска степен по английска филология от университета „Вашингтон и Лий“ в щ. Вирджиния през 1930 г.
В университета се запознава с Хю Кейси, най-големия син на Едгар Кейси, който диагностицира и лекува болести, занимава се с намиране на скрити предмети, универсални закони, карма и др., изпадайки в състояние, подобно на транс. След срещата си с Едгар Кейси на 7 юни 1927 г. се убеждава в неговите способности и прави първите си записки.
След дипломирането си в периода 1930 – 1931 г. работи като репортер и колумнист в местния „Наугатук Дейли Нюз“, а след това в периода 1931 – 1934 г. е репортер в „Ню Йорк Хералд Трибюн“. В периода 1934 – 1938 г. пише статии за списание „American“ за различни страни като Гърция, Египет, Палестина, Англия, и др. като пътува по света.
В този момент се разболява от рядко заболяване на артрит. Не успявайки да получи успешно лечение в клиниката в продължение на седмици, се премества във Флорида, а после през юни 1939 г. отива при Едгар Кейси във Вирджиния Бийч. Със съдействието на Хю Кейси получава указание и лечение от Едгар Кейси. В досиетата A.R.E. на Едгар Кейси са записани общо 76 документирани психически записа дадени от него специално за Томас Съгрю. По време на лечението си Томас Съгрю пише книгата си „Животът на Едгар Кейси“, забележителна биография за медиума.
Автор е общо на седем книги. Председател е на редакционната колегия на Асоциацията за научни изследвания и просвещение.
На 26 октомври 1935 г. се жени за Мери Ганей, с която имат дъщеря – Патриша.
Томас Съгрю умира по време на смяна на тазобедрена става на 6 януари 1953 г. в Ню Йорк.

## Произведения
- Such Is the Kingdom (1940) – автобиографичен
- There is a River: The Story of Edgar Cayce (1942)
Животът на Едгар Кейси : има една река, изд. ИК „Хермес“, Пловдив (2010), прев. Снежана Милева
- Starling of the White House (1946)
- We Called It Music: A Generation of Jazz (1947) – с Еди Кондон
- Watch for the morning; the story of Palestine's Jewish pioneers and their battle for the birth of Israel (1950)
- A Catholic speaks his mind on America's religious conflict (1952)
- Stranger in the Earth: His Years With Edgar Cayce (1971)